# Haffner-Pass
Der Haffner-Pass ist ein Gebirgspass im Norden der Alexander-I.-Insel vor der Westküste der Antarktischen Halbinsel. Er verläuft auf einer Höhe von rund 500 m zwischen dem Gilbert-Gletscher und dem Mozart-Piedmont-Gletscher.
Der British Antarctic Survey nahm zwischen 1975 und 1977 Vermessungen vor. Das UK Antarctic Place-Names Committee benannte ihn 1980 in Anlehnung an die Benennung des Mozart-Piedmont-Gletschers nach der Haffner-Sinfonie von Wolfgang Amadeus Mozart aus dem Jahr 1782.